# Mantisalca salmantica
Mantisalca salmantica — вид рослин родини айстрові (Asteraceae). Видовий епітет означає Саламанка.

## Морфологія
Стебла до 150 см, прямостоячі, рифлені, як правило, розгалужені від основи. Протягом першого року життя розвивається розетка волохатого листя. Листя: базальні довгасті, 10-25 см, стеблові від лінійних до ланцетних, від зубчастих для перисто-розсічених. Пелюстки фіолетові (рідше білі). Плоди (сім'янки) близько 3 мм у довжину (без чубка), вони темно-коричневого кольору.

## Поширення, біологія
Росте навколо Середземного моря, у тому числі в Ізраїлі, Марокко та на Майорці (Балеарські острови), але виключаючи Корсику і Крит. Був введений локально на південно-заході Сполучених Штатів (Каліфорнія й Аризона). Вибирає посушливі, безплідні, сухі канави й сухі скелясті місця проживання.
Цвітіння і плодоношення з травня по грудень.

## Галерея

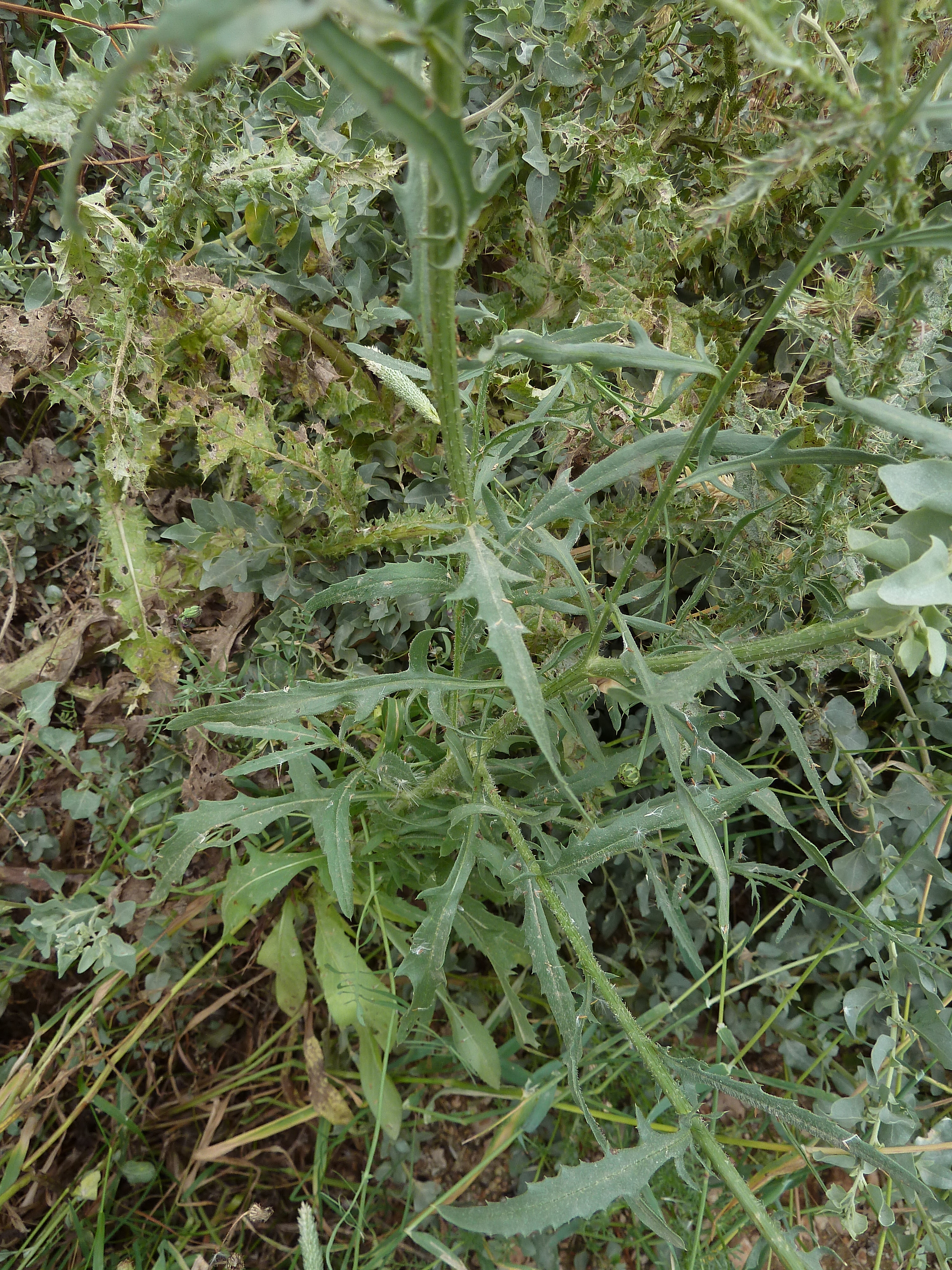
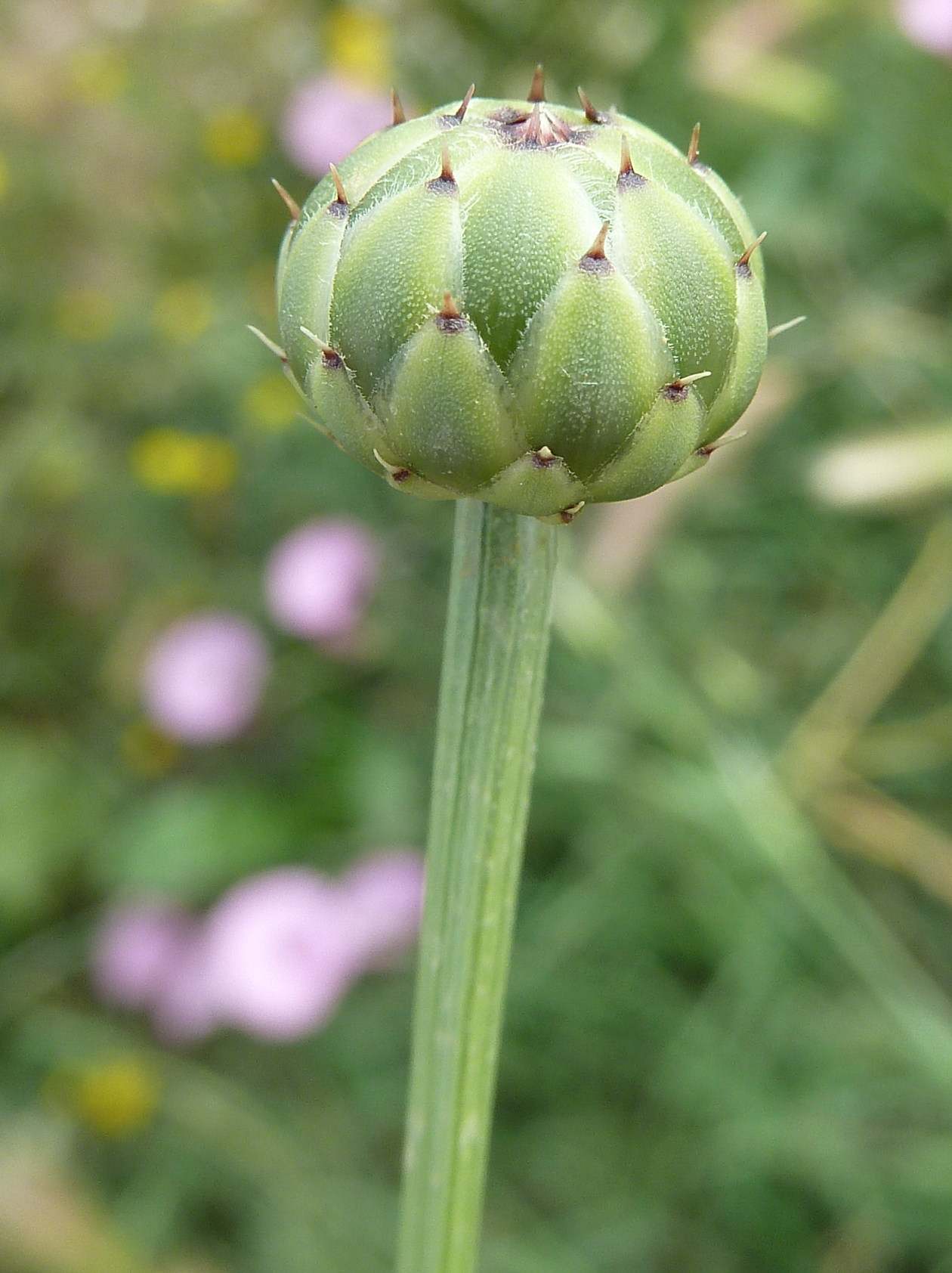
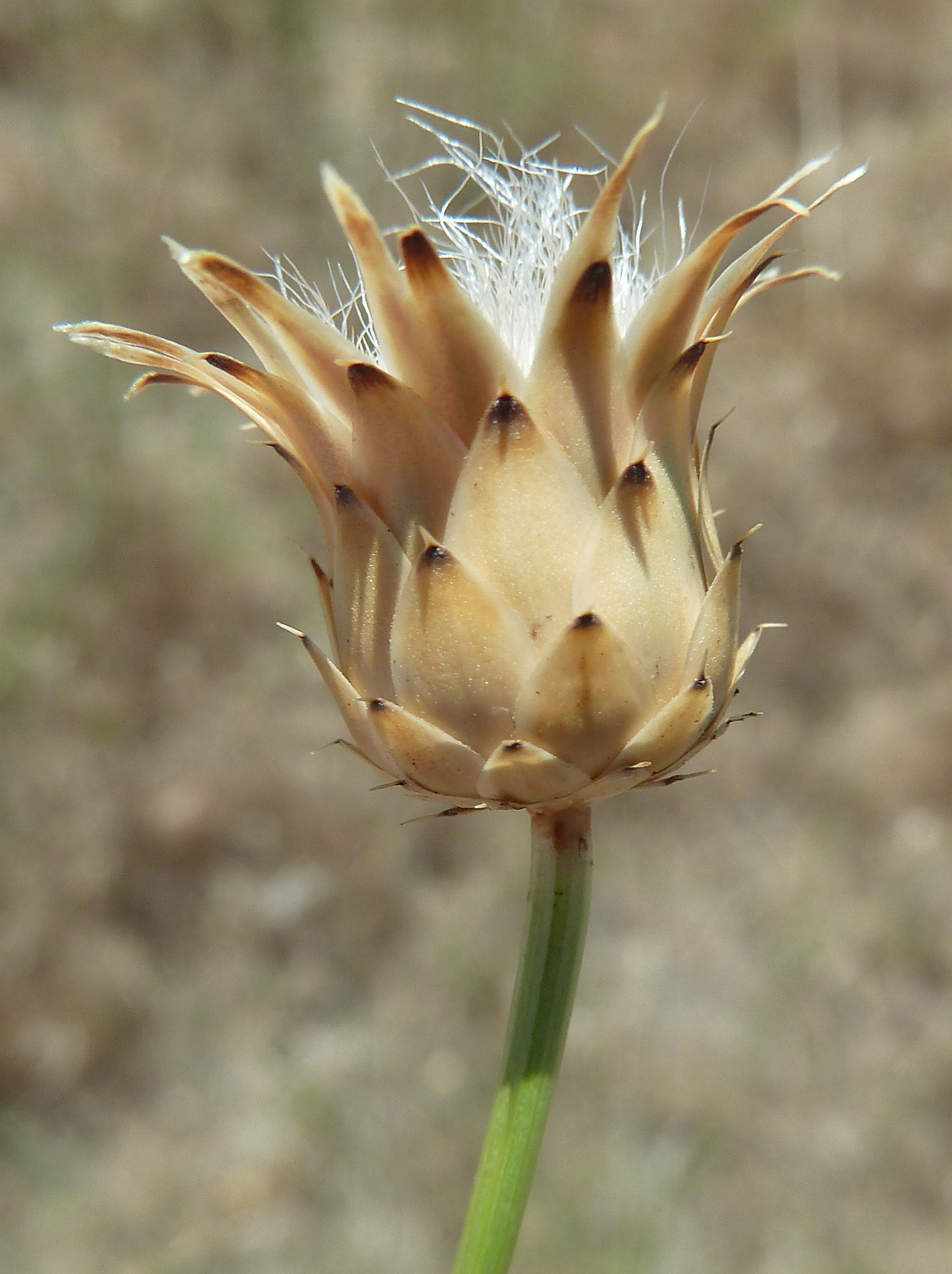
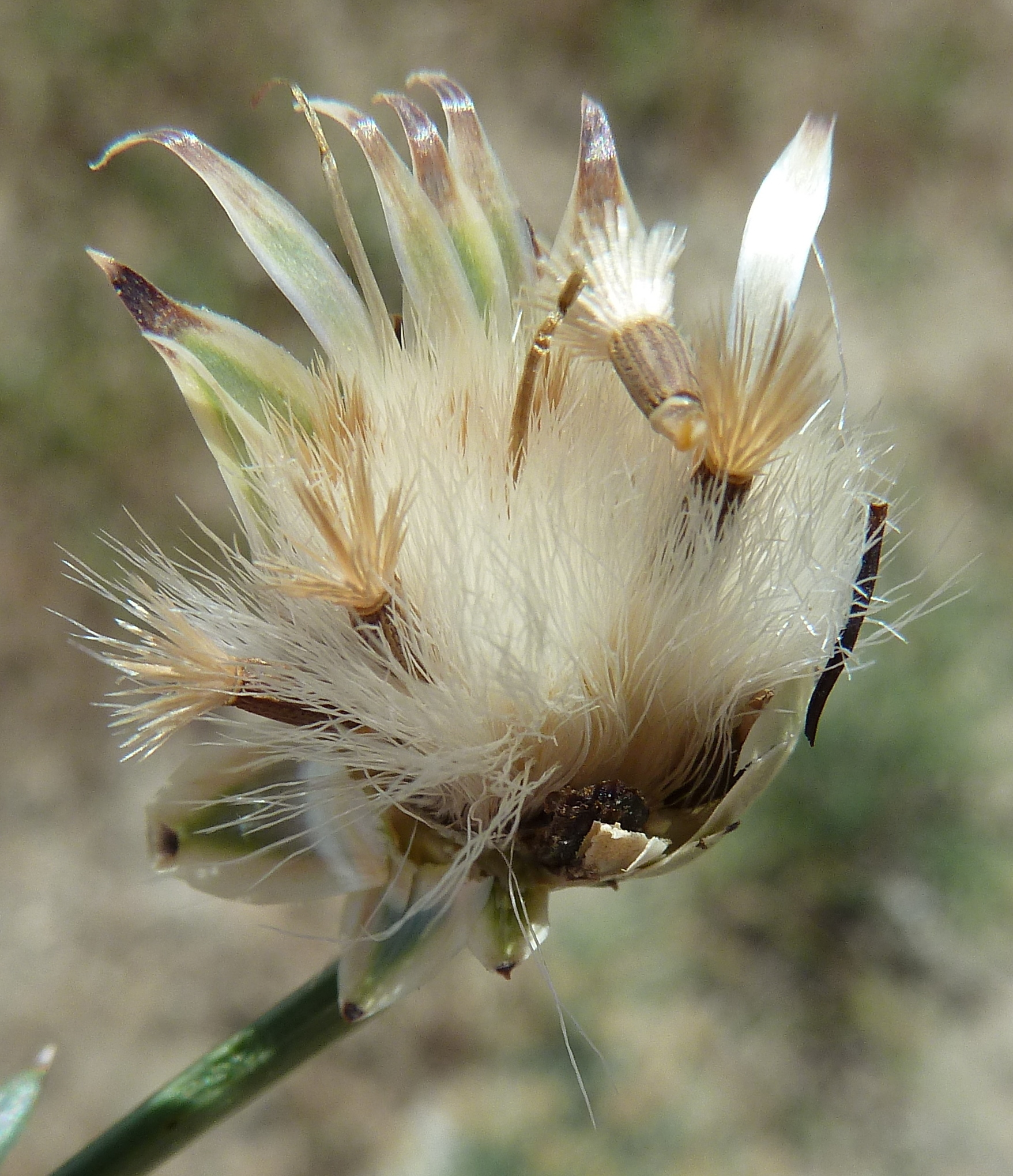
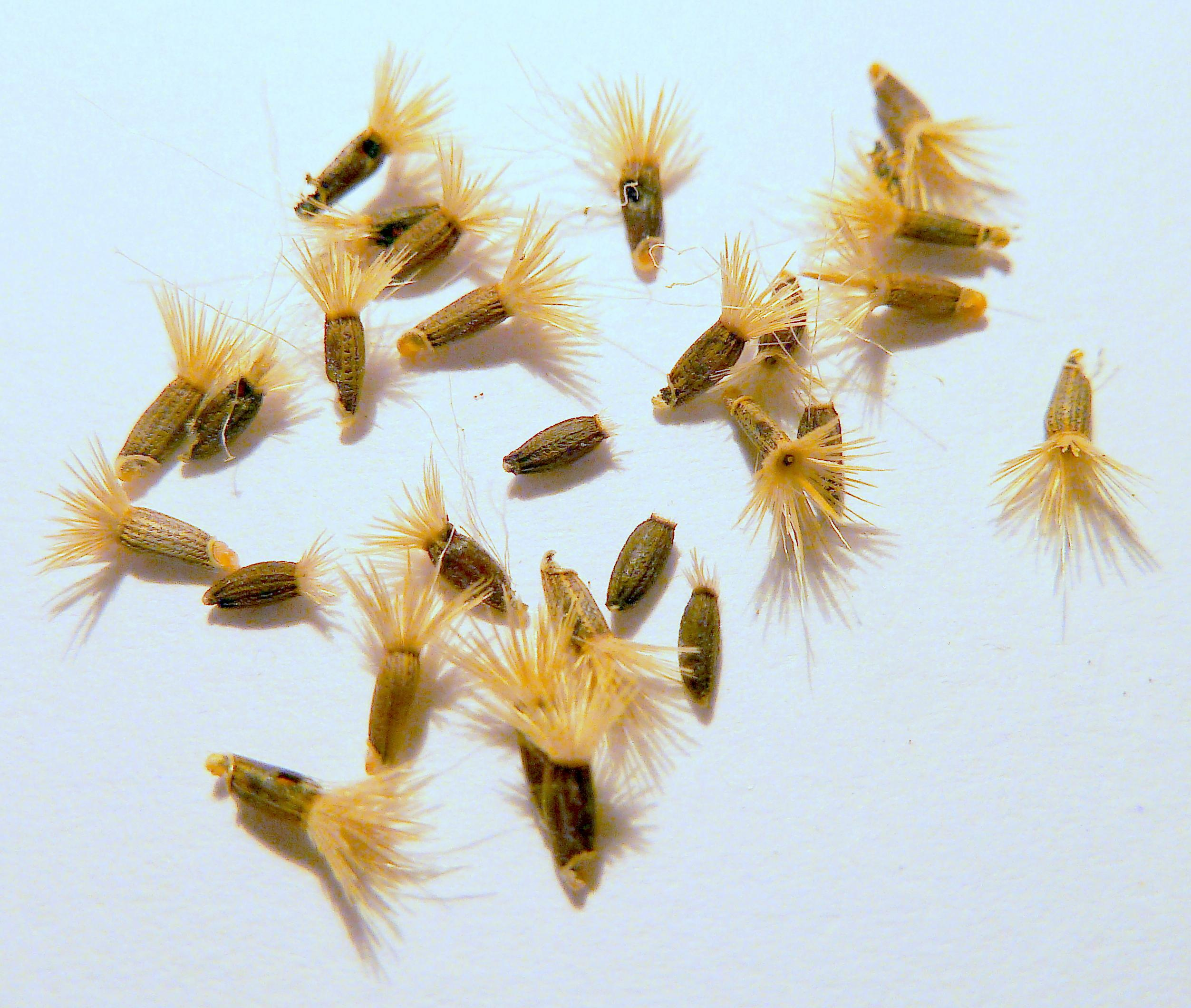

|  | Це незавершена стаття про айстрові. Ви можете допомогти проєкту, виправивши або дописавши її. |